# Emilia Fahlin
Sonia Emilia Marie Fahlin (Örebro, 24 oktober 1988) is een Zweedse wielrenster die anno 2024 rijdt bij de Franse wielerploeg Arkéa-B&B Hotels.

## Carrière
Ze mocht haar land reeds tweemaal vertegenwoordigen op de Olympische Spelen. In 2012 eindigde ze in Londen als 19e in de wegwedstrijd. Ze startte ook in de tijdrit; hier eindigde ze als 17e. Ook op de Olympische Spelen 2016 in Rio de Janeiro vertegenwoordigde ze Zweden. In de wegwedstrijd eindigde ze als 27e. Haar landgenote Emma Johansson pakte het zilver. Een paar weken later boekte ze haar eerste zege in de Women's World Tour; ze won de wegwedstrijd bij de Open de Suède Vårgårda in de sprint van een kopgroep van negen. Op het WK 2015 in Richmond greep ze met haar ploeg Wiggle Honda op 14 seconde net naast een medaille in de ploegentijdrit, na een spannende strijd met het Nederlandse Rabo-Liv.
Fahlin werd zevenmaal Zweeds kampioene: viermaal op de weg en driemaal in de tijdrit. Ze reed van 2007 tot 2012 bij het Duitse Team T-Mobile (en de opvolgers HTC-Columbia en Specialized-lululemon), in 2013 bij het Noorse Hitec Products, in 2014 en 2015 bij het Britse Wiggle Honda, in 2016 bij het Italiaanse Alé Cipollini en in 2017 keerde ze weer terug bij Wiggle High5. Toen deze ploeg na 2018 stopte, stapte Fahlin over naar het Franse FDJ Nouvelle-Aquitaine Futuroscope.
In juli 2021 was Fahlin als enige Zweedse geselecteerd voor de wegrit op de Olympische Zomerspelen 2020 in Tokio. Ze besloot echter niet te gaan, omdat ze niet in goede vorm was, als gevolg van een val in het voorjaar van 2019 en een gebroken hand die ze opliep in de Giro Rosa in september 2020.

## Palmares

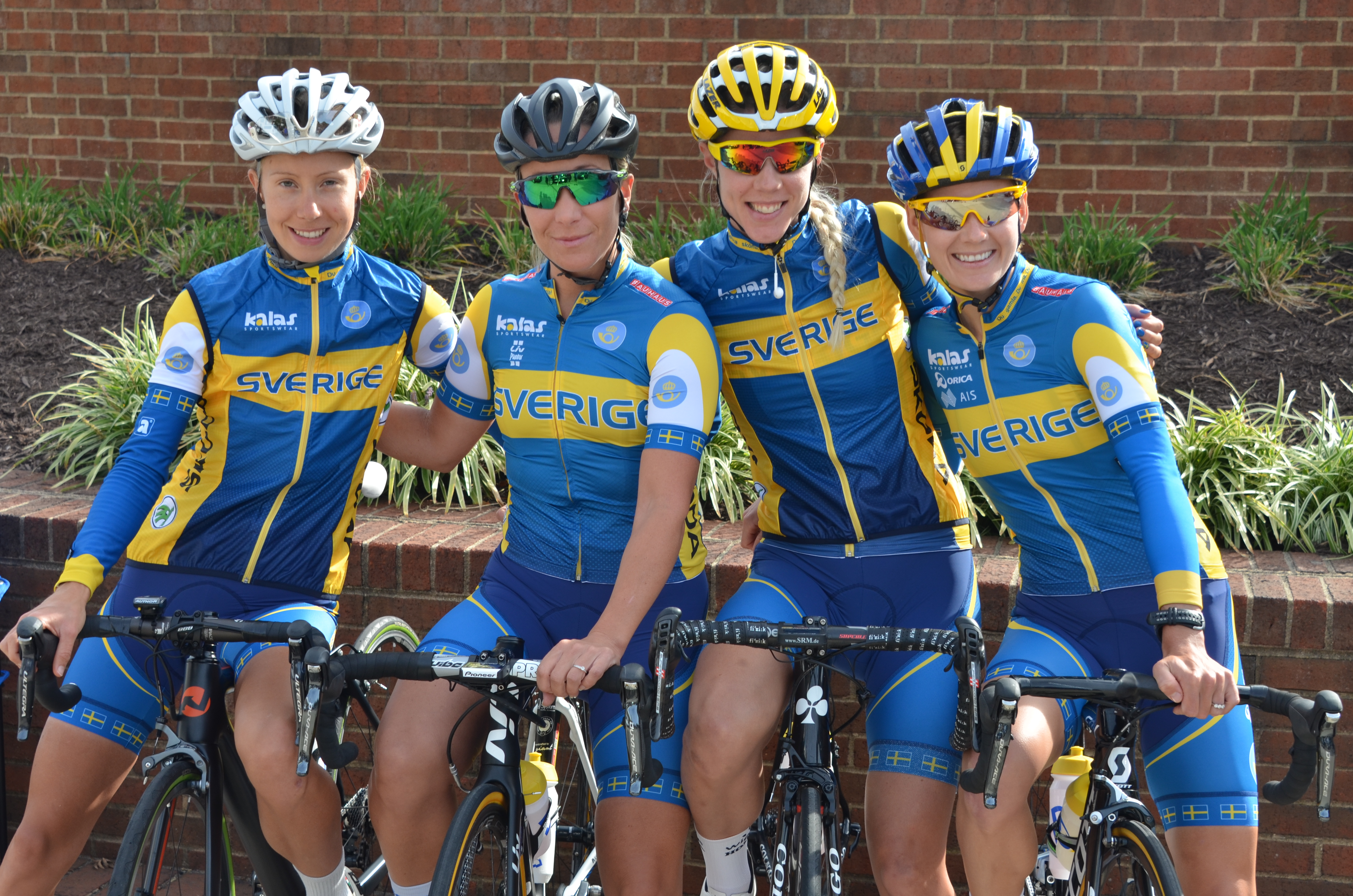
Zweedse selectie op WK 2015 in Richmond

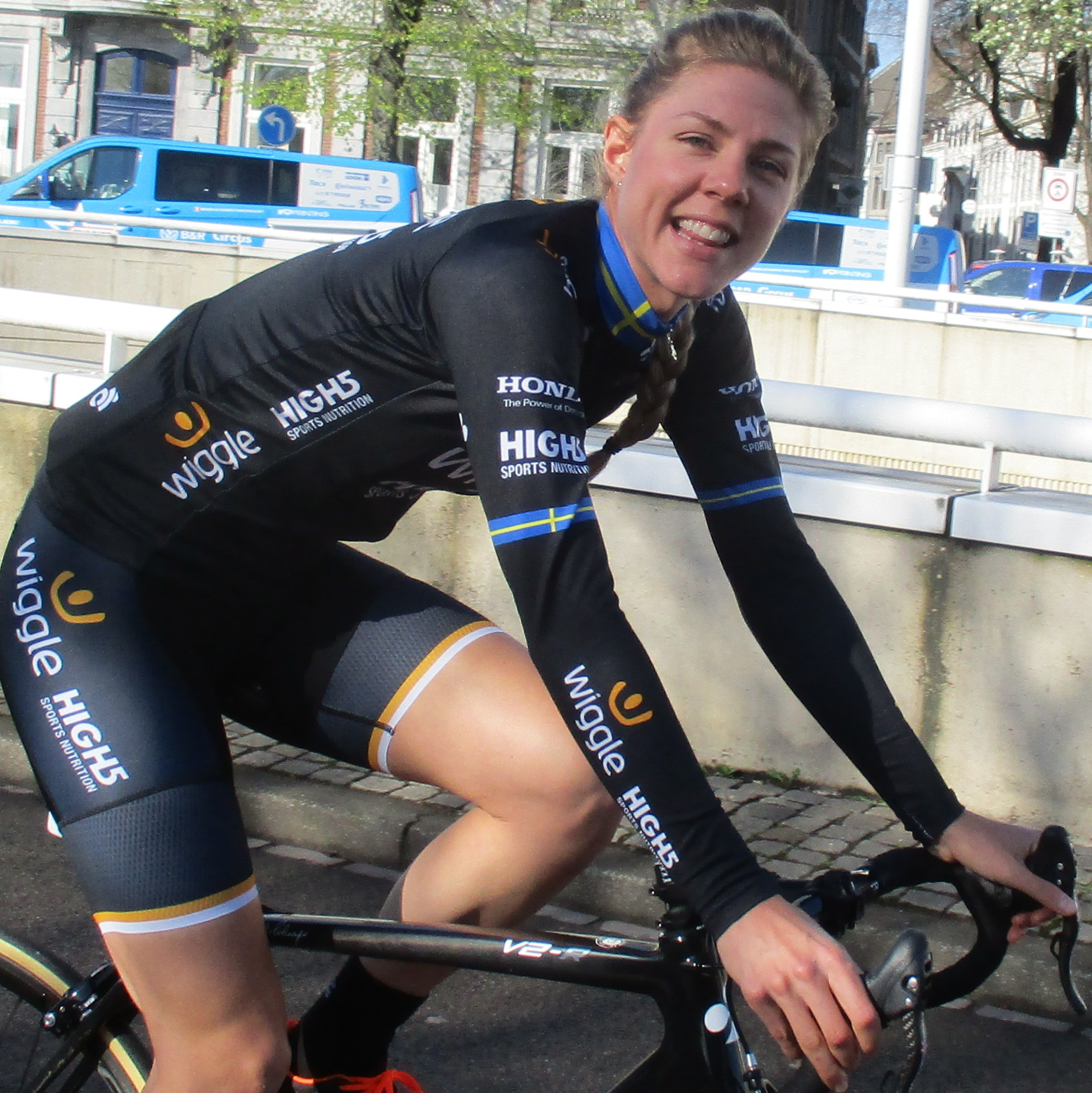
Fahlin bij de Amstel Gold Race 2018

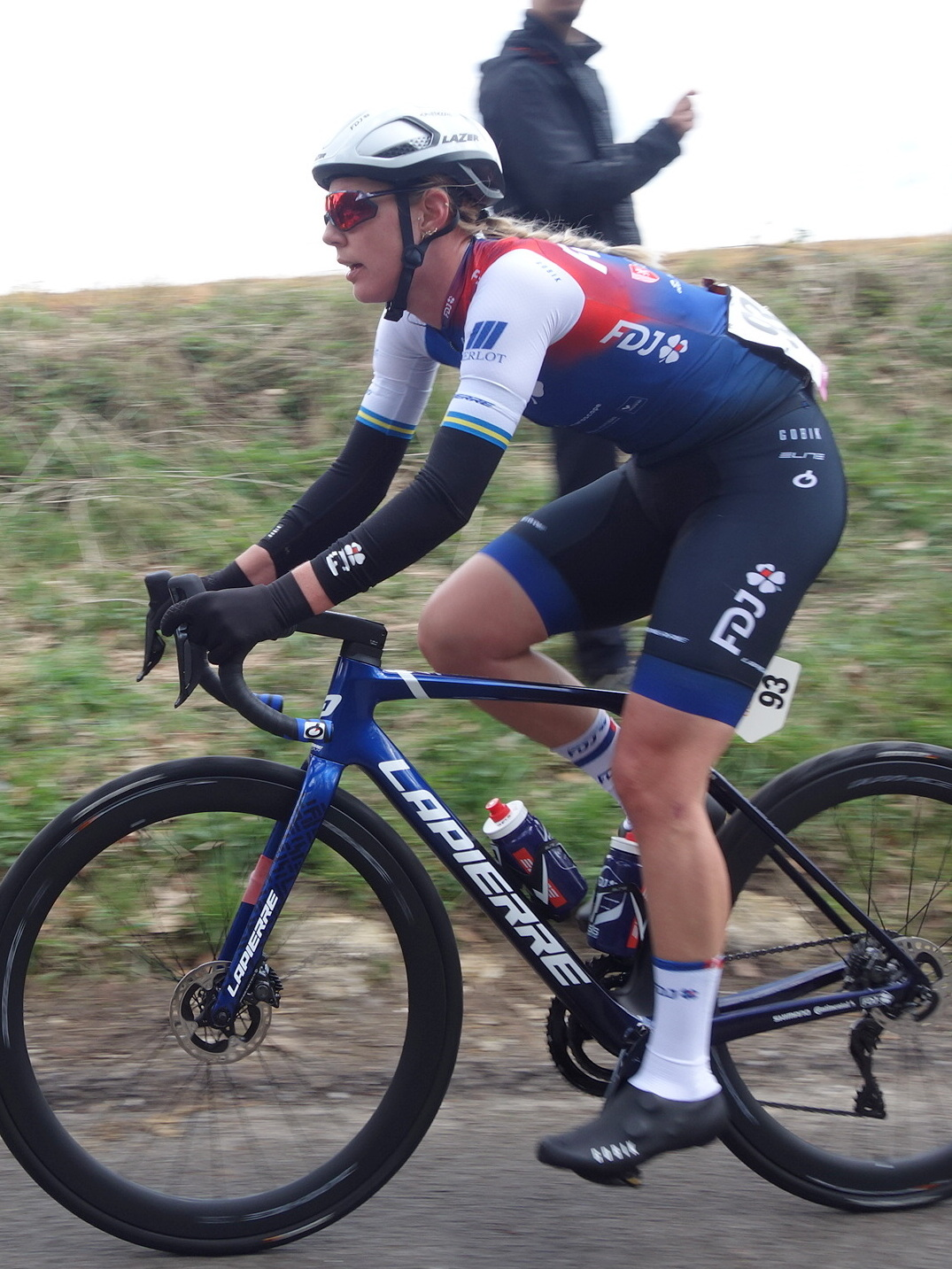
Fahlin in de Amstel Gold Race 2022

2007
1e etappe Ronde van Toscane (ploegentijdrit)
2008
3e etappe Redlands Bicycle Classic
 Zweeds kampioene op de weg, Elite
2009
 Zweeds kampioene tijdrijden, Elite
2010
 Zweeds kampioene tijdrijden, Elite
Jongerenklassement Holland Ladies Tour
1e etappe Ronde van Toscane (ploegentijdrit)
2011
 Zweeds kampioene tijdrijden, Elite
 Zweeds kampioenschap op de weg, Elite
Proloog, 2e (tijdrit), 5e en 6e etappe Tour de l'Ardèche
2012
4e etappe deel b Energiewacht Tour (ploegentijdrit)
 Zweeds kampioenschap op de weg, Elite
 Zweeds kampioenschap tijdrijden, Elite
2013
 Zweeds kampioene op de weg, Elite
2016
Open de Suède Vårgårda (wegrit)
 Zweeds kampioenschap tijdrijden, Elite
 Zweeds kampioenschap op de weg, Elite
2018
1e, 2e en 4e etappe Gracia Orlová
Eind- en puntenklassement Gracia Orlová
 Zweeds kampioene op de weg, Elite
 Zweeds kampioenschap tijdrijden, Elite
2020
 Zweeds kampioenschap op de weg, Elite
 Zweeds kampioenschap tijdrijden, Elite
2022
 Zweeds kampioenschap op de weg, Elite
2023
 Zweeds kampioene op de weg, Elite

### Uitslagen in voornaamste wedstrijden
| Jaar | Ronde van Italië | Ronde van Frankrijk | Ronde van Spanje |
| ---- | ---------------- | ------------------- | ---------------- |
| 2025 |                  | 124e                |                  |

| Jaar | Gent-Wevelgem | Ronde van Vlaanderen | Parijs-Roubaix | Amstel Gold Race | Luik-Bast.‑Luik | Trofeo Alfredo Binda | Brabantse Pijl | Open de Suède Vårgårda |  | WK op de weg |
| ---- | ------------- | -------------------- | -------------- | ---------------- | --------------- | -------------------- | -------------- | ---------------------- |  | ------------ |
| 2008 |               |                      |                |                  |                 |                      |                | opgave                 |  | opgave       |
| 2009 |               |                      |                |                  |                 |                      |                | 46e                    |  | opgave       |
| 2010 |               |                      |                |                  |                 |                      |                |                        |  | 54e          |
| 2011 |               | 33e                  |                |                  |                 | opgave               |                | 41e                    |  | 20e          |
| 2012 |               |                      |                |                  |                 | opgave               |                |                        |  | opgave       |
| 2013 |               | 64e                  |                |                  |                 | opgave               |                | 17e                    |  | opgave       |
| 2014 |               | 56e                  |                |                  |                 |                      |                | 43e                    |  | opgave       |
| 2015 |               |                      |                |                  |                 |                      |                | 52e                    |  | 26e          |
| 2016 |               | 39e                  |                |                  |                 | 76e                  |                | ↑                      |  | 61e          |
| 2017 | 74e           |                      |                | 41e              |                 | 79e                  |                | 8e                     |  | 9e           |
| 2018 |               | opgave               |                | 51e              | 67e             |                      |                | 16e                    |  | 4e           |
| 2019 | 18e           | 23e                  |                | 15e              | 22e             | 7e                   |                |                        |  | 15e          |
| 2020 | 43e           | 76e                  |                |                  |                 |                      | 5e             |                        |  |              |
| 2021 | 6e            | 63e                  |                | 59e              |                 | 9e                   | 8e             |                        |  |              |
| 2022 | opgave        |                      |                | opgave           |                 | opgave               |                | 9e                     |  |              |
| 2023 | opgave        |                      |                |                  |                 |                      | opgave         |                        |  | 58e          |
| 2024 | opgave        | 63e                  | opgave         |                  |                 |                      |                |                        |  |              |
| 2025 |               |                      | 59e            |                  |                 |                      |                |                        |  |              |